# Tatuado (Película)
Tatuado es una película dramática carretera argentina de 2005 dirigida por Eduardo Raspo. Narra la historia de un adolescente que intenta descubrir la verdad sobre la desaparición de su madre mediante un tatuaje que tiene en su brazo. Está protagonizada por Nahuel Pérez Biscayart, Luis Ziembrowski y Jimena Anganuzzi. La película se estrenó mundialmente el 15 de marzo de 2005 durante el Festival Internacional de Cine de Mar del Plata, mientras que su estreno comercial en las salas de cines de Argentina el 3 de noviembre de 2005.

## Sinopsis
La historia sigue la vida de Paco, un adolescente que busca saber la razón por la cual la abandonó su madre, mientras tanto, también debe lidiar con el nacimiento del bebé que espera su padre con su nueva pareja. La única pista que tiene Paco para encontrar a su madre es un tatuaje en su brazo que le indicaría una especie de mensaje

## Elenco
- Nahuel Pérez Biscayart como Paco
- Luis Ziembrowski como Álvaro
- Jimena Anganuzzi como Tero
- Antonio Ugo como el Gaucho
- Horacio Roca como Vicente
- Catalina Speroni como Carla
- Oscar Alegre como Cosme
- Diana Lamas como Viviana
- Gonzalo Urtizberea como Tumulto
- Mónica Gazpio como Enfermera
- Mario Paolucci como Viejo
- Juan José Ruiz como Conserje

## Recepción

### Comentarios de la crítica
La película recibió críticas mixtas a positivas por parte de la prensa. Luciano Monteagudo de Página 12 expresó «con una excelente actuación de Nahuel Pérez Biscayart, Tatuado se presenta como una road movie que pone en movimiento la relación padre-hijo, pero hacia el final la película se queda en el camino». Pablo Arahuete de Cine Freaks destacó varios aspectos de la película, entre ellas mencionó un «guion bien construido» y una «soberbia actuación de Nahuel Pérez Biscayart», aunque cuestionó que «en ese camino también se topa con las falencias propias de una búsqueda que toma un camino ya recorrido de solemnidad y de ciertos vicios narrativos que malogran las intenciones del guion».
El diario de La Nación manifestó que «Eduardo Raspo se supera notablemente en todos los terrenos con su segundo largometraje, Tatuado, una lograda mixtura entre la estructura y la estética de la road-movie y el drama familiar con eje en una relación padre-hijo».

### Premios y nominaciones
| Lista de premios y nominaciones | Lista de premios y nominaciones                | Lista de premios y nominaciones | Lista de premios y nominaciones | Lista de premios y nominaciones | Lista de premios y nominaciones |
| Año                             | Organización                                   | Categoría                       | Nominado/a(s)                   | Resultado                       | Ref(s)                          |
| ------------------------------- | ---------------------------------------------- | ------------------------------- | ------------------------------- | ------------------------------- | ------------------------------- |
| 2005                            | Festival Internacional de Cine de Montreal     | Mejor guion                     | Eduardo Raspo y Enrique Cortés  | Ganadores                       | [ 9 ]                           |
| 2005                            | Festival de Cine Latinoamericano de Biarritz   | Mejor película                  | Tatuado                         | Ganador                         | [ 10 ]                          |
| 2005                            | Festival de Cine Latinoamericano de Trieste    | Mejor película                  | Tatuado                         | Ganador                         | [ 11 ]                          |
| 2005                            | Festival de Cine Latinoamericano de Trieste    | Mejor director                  | Eduardo Respo                   | Ganador                         | [ 11 ]                          |
| 2006                            | Premios Cóndor de Plata                        | Mejor actor de reparto          | Luis Ziembrowski                | Nominado                        | [ 12 ] [ 13 ]                   |
| 2006                            | Premios Cóndor de Plata                        | Mejor actriz de reparto         | Jimena Anganuzzi                | Nominada                        | [ 12 ] [ 13 ]                   |
| 2006                            | Premios Cóndor de Plata                        | Revelación masculina            | Nahuel Pérez Biscayart          | Ganador                         | [ 12 ] [ 13 ]                   |
| 2006                            | Festival de Cine de Tandil                     | Mejor director                  | Eduardo Raspo                   | Ganador                         | [ 14 ]                          |
| 2006                            | Premios Sur                                    | Mejor actor revelación          | Nahuel Pérez Biscayart          | Nominado                        | [ 15 ]                          |
| 2006                            | Premios Sur                                    | Mejor fotografía                | Marcelo Iaccarino               | Nominado                        | [ 15 ]                          |
| 2006                            | Festival Internacional de Cine de Viña del Mar | Mejor actor                     | Nahuel Pérez Biscayart          | Ganador                         | [ 16 ]                          |
| 2007                            | Festival Internacional de Cine Las Américas    | Mejor película                  | Tatuado                         | Ganador                         | [ 17 ]                          |